# Rancho Texicano: The Very Best of ZZ Top
Rancho Texicano: The Very Best of ZZ Top é uma compilação da banda americana de blues-rock ZZ Top, lançado em 2004. Trata-se de um resumo do box set lançado no ano anterior, Chrome, Smoke and BBQ.

## Faixas
Todas as faixas por Billy Gibbons, Dusty Hill e Frank Beard, exceto onde assinado.

### Disco 1
1. "Brown Sugar" (Gibbons) – 5:22
2. "Goin' Down to Mexico" (Gibbons, Hill, Bill Ham) – 3:22
3. "Just Got Back from Baby's" (Gibbons, Ham) – 4:10
4. "Francine" (Gibbons, Kenny Cordray, Steve Perron) – 3:34
5. "Just Got Paid" (Gibbons, Ham) – 4:28
6. "Bar-B-Q" (Gibbons, Ham) – 3:27
7. "La Grange" – 3:53
8. "Waitin' for the Bus" (Gibbons, Hill) – 2:53
9. "Jesus Just Left Chicago" – 3:30
10. "Beer Drinkers and Hell Raisers" – 3:24
11. "Mexican Blackbird" – 3:06
12. "Tush" – 2:17
13. "Thunderbird" – 3:06
14. "Blue Jean Blues" – 4:44
15. "Heard It on the X" – 2:25
16. "It's Only Love" – 4:23
17. "Arrested for Driving While Blind" – 3:07
18. "I Thank You" (Isaac Hayes, David Porter) – 3:26
19. "Cheap Sunglasses" – 4:48
20. "I'm Bad, I'm Nationwide" – 4:49
21. "A Fool for Your Stockings" – 4:14

### Disco 2
1. "Tube Snake Boogie" – 3:03
2. "Pearl Necklace" – 4:06
3. "Gimme All Your Lovin'" – 4:00
4. "Sharp Dressed Man" – 4:14
5. "Legs" – 3:36
6. "Got Me Under Pressure" – 3:59
7. "Sleeping Bag" – 4:04
8. "Stages" – 3:32
9. "Rough Boy" – 4:51
10. "Velcro Fly" – 3:30
11. "Woke Up with Wood" – 3:46
12. "Doubleback" – 3:57
13. "My Head's in Mississippi" – 4:20
14. "Viva Las Vegas" (Doc Pomus, Mort Shuman) – 4:45
15. "Cheap Sunglasses" [live] – 5:14
16. "Legs" [Dance Mix] – 7:51
17. "Velcro Fly" [12" Remix] – 6:38

## Banda
- Billy Gibbons: guitarra e vocal
- Dusty Hill: baixo
- Frank Beard: bateria